# Røros
Røros egykori bányaváros Norvégiában, Sør-Trøndelag megyében. Rézércbányászatáról ismert: a kitermelés a 17. századtól kezdve meghatározta a település életét. Røros bányaváros és környezete néven a világörökség része.

## Földrajz
A település Norvégia hegyvidékes belső területein, a svéd határ közelében fekszik Oslótól 380 km-re északra és Trondheimtől 155 km-re délre. Røros község központja, és Sør-Trøndelag megyéhez tartozik.
Az ország egyik leghidegebb vidéke. 1914-ben -50,4 °C-os rekordhideget mértek itt. Közelében ered Norvégia legnagyobb folyója, a Glomma.
| Hónap                         | Jan.  | Feb.  | Már.  | Ápr. | Máj. | Jún. | Júl. | Aug. | Szep. | Okt. | Nov. | Dec.  | Év   |
| ----------------------------- | ----- | ----- | ----- | ---- | ---- | ---- | ---- | ---- | ----- | ---- | ---- | ----- | ---- |
| Átlagos max. hőmérséklet (°C) | −5,0  | −5,0  | −1,0  | 4,0  | 10,0 | 14,0 | 17,0 | 15,0 | 11,0  | 4,0  | −1,0 | −5,0  | 4,9  |
| Átlagos min. hőmérséklet (°C) | −11,0 | −12,0 | −10,0 | −3,0 | 2,0  | 6,0  | 9,0  | 7,0  | 4,0   | −1,0 | −6,0 | −11,0 | −2,1 |
| Forrás: www.storm.no          |       |       |       |      |      |      |      |      |       |      |      |       |      |

## Történelem
A 17. század közepéig Røros egy apró falu volt az erdővel borított környéken, melynek lakói földműveléssel, vadászattal és halászattal foglalkoztak.
A történet szerint Hans Olsen Aasen 1644-ben, egy vadászat során talált rá a rézércre, jóllehet vannak arra utaló jelek, hogy az érclelőhely már egy-két évtizeddel korábban is ismert volt. Bár lehetséges, hogy illegálisan már néhány évvel korábban is működött, az első bányát hivatalosan 1644-ben nyitották meg, és két évre rá az első olvasztókohó is felépült.
Mivel Norvégiának nem voltak bányász hagyományai, egész Európából, de főként német területekről, Szászországból érkeztek bányászok.

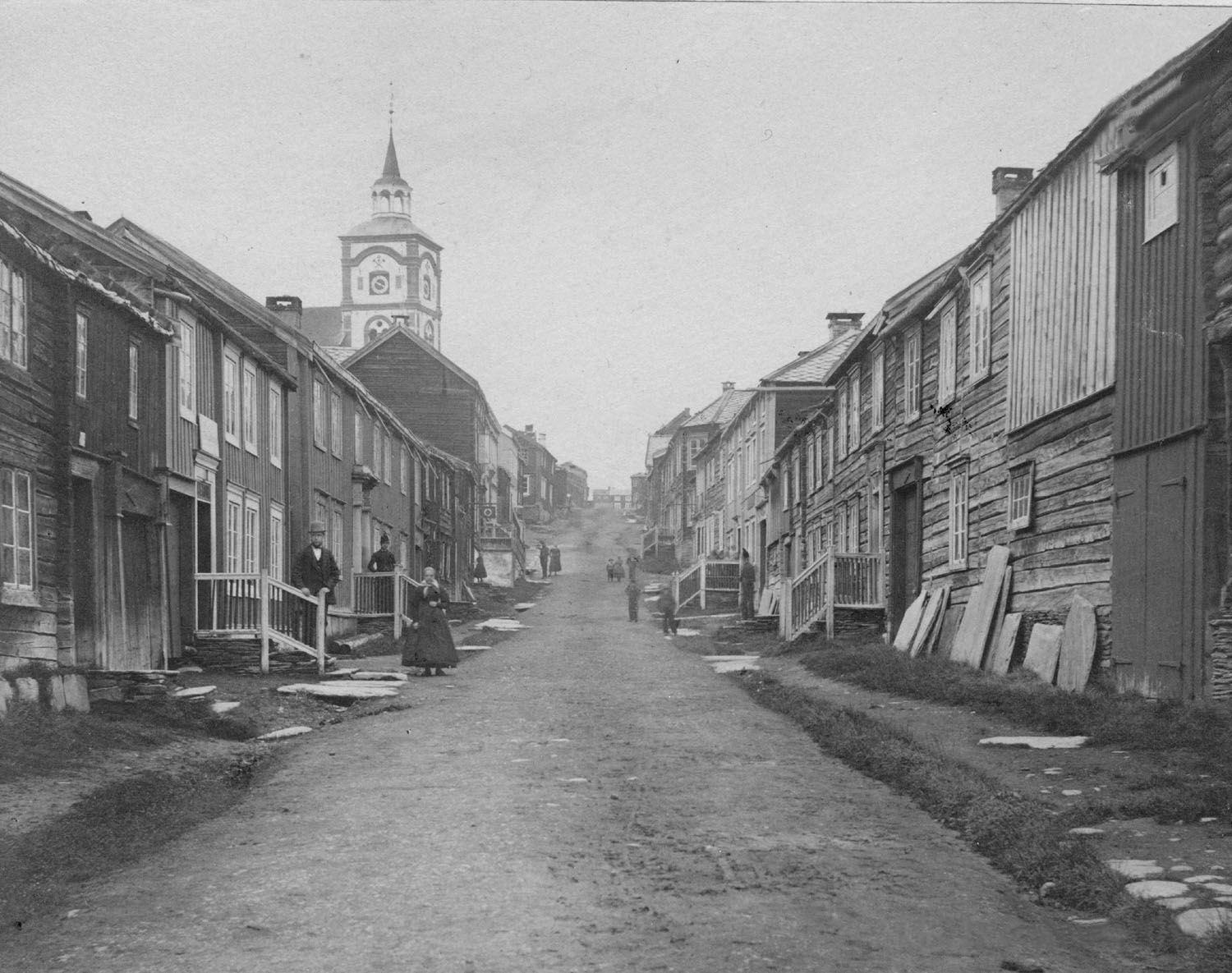
A város 1869-ben

A 17-18. század folyamán többször elfoglalták a svédek: 1678-ban és 1679-ben porig rombolták, majd a nagy északi háború folyamán 1718-ban is elfoglalták, hogy a rézércet biztosítsák a hadiipar számára. XII. Károly svéd király halála után visszavonultak, ez azonban katasztrófába torkollott: mintegy 3000 svéd katona vesztette életét a várostól északkeletre fekvő fagyos hegyvidéken a mostoha körülmények között.
A nyolcszögű templom 1779-1784 között épült. 1640 ülőhelyével ma az ország harmadik legnagyobb befogadóképességű temploma, a kongsbergi templom és a nidarosi katedrális után.
A települést Kristianiával összekötő Rørosbanen vasútvonal 1877-ben készült el. 1896-ban (Párizs és Hammerfest után) Európában harmadikként itt épült ki az elektromos közvilágítás.
Az utolsó érclelőhelyet 1936-ban fedezték fel; az itt nyitott bánya nevét Olaf trónörökösről kapta. Miután az olvasztókohó 1953-ban harmadszor is leégett, felszámolták, és az ércet a svédországi Bolidenbe szállítoták feldolgozásra. 1977-ben a Røros Kobberverk A/S bányatársaság csődöt jelentett, ami a 333 éves tevékenység végét jelentette.
Két évvel később az Olaf-bányát megnyitották a látogatók előtt, és V. Olaf király megnyitotta a bányamúzeumot. 1980-ban a város felkerült az UNESCO világörökség-listájára, és tíz évre rá a Røros Múzeum is megnyitotta kapuit az újjáépített olvasztókohó épületében.

## Turizmus

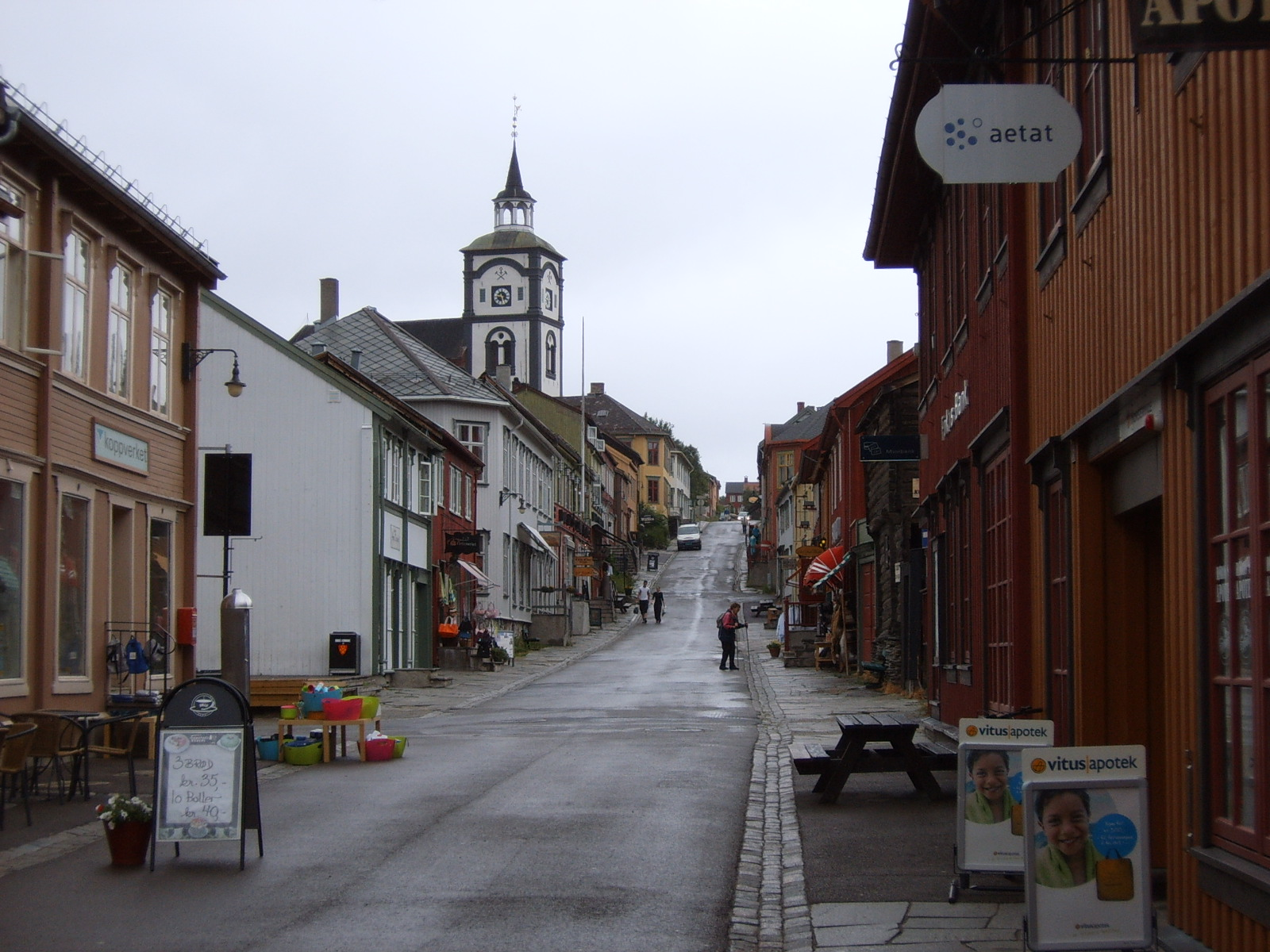
Belvárosi utca és a templom

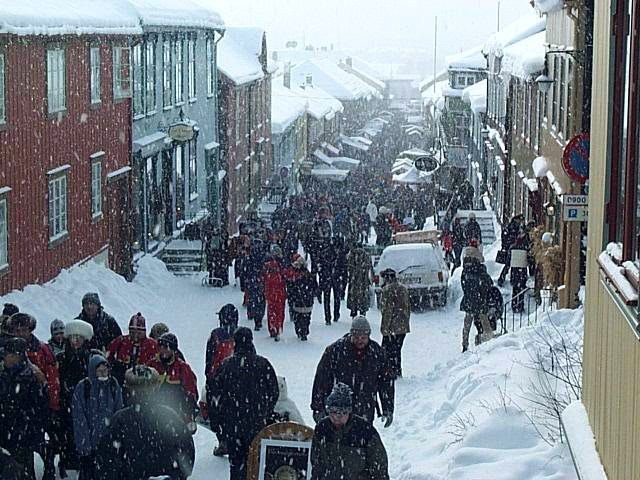
A hagyományos téli vásár

A 333 évi bányaművelés sajátos települést hozott létre a hegyek között. A város épületei kizárólag fából épültek. Maga Røros kultúrák olvasztótégelye volt, ahol német, dán, svéd hatások keveredtek a helyi és trondheimi elemekkel. Eza a sokszínűség alakította ki a faépítészet sajátos stílusát, ami a várost különlegessé teszi.
A világörökségi terület a városközpontra és a faépületekre terjed ki. A településszerkezet és utcahálózat a 17., az épületek többnyire a 18-19. századból maradtak fenn.
- A templom: 1779-1784 között épült, az ország egyik legnagyobb temploma. A norvég barokk építészet egyik jellemző alkotása. Tornyán a kereszt kalapácsból készült, utalva a városlakók foglalkozására.
- Aasen Gard: az érclelőhely felfedezőjének háza, a város legrégebbi épülete.
- Olaf-bánya: az 50 m mély, 500 m hosszú akna 1981 óta mutatja be a látogatóknak a bányászatot.

## Külső hivatkozások
- Røros község hivatalos honlapja (norvég)
- Røros Mining Town and the Circumference – UNESCO Világörökség Központ (angol, francia)
- A tanácsadó testület értékelése – UNESCO Világörökség Központ (angol, francia)
- Røros Mining Town (1980) – Nordic World Heritage Foundation (angol)
- Idegenforgalmi oldal (norvég, angol, német)
- Røros világörökségi oldala (angol, norvég)